# Giuseppe D’Urso
Giuseppe D'Urso (ur. 15 września 1969 w Katanii) – włoski lekkoatleta, specjalizujący się w biegach średniodystansowych, uczestnik letnich igrzysk olimpijskich w Atlancie (1996).

## Sukcesy sportowe
- dwukrotny mistrz Włoch w biegu na 800 m – 1993, 1994[1]
- trzykrotny halowy mistrz Włoch w biegu na 800 m – 1993, 1996, 2000
- dwukrotny halowy mistrz Włoch w biegu na 1500 m – 1997, 1998[2]

| Rok  | Miasto          | Zawody                      | Konkurencja   | Wynik              |
| ---- | --------------- | --------------------------- | ------------- | ------------------ |
| 1988 | Greater Sudbury | mistrzostwa świata juniorów | bieg na 800 m | 5. miejsce         |
| 1990 | Split           | mistrzostwa Europy          | bieg na 800 m | 7. miejsce         |
| 1991 | Sheffield       | letnia uniwersjada          | bieg na 800 m | złoty medal        |
| 1993 | Stuttgart       | mistrzostwa świata          | bieg na 800 m | srebrny medal      |
| 1996 | Atlanta         | letnie igrzyska olimpijskie | bieg na 800 m | awans do półfinału |
| 1996 | Sztokholm       | halowe mistrzostwa Europy   | bieg na 800 m | srebrny medal      |
| 1997 | Bari            | igrzyska śródziemnomorskie  | bieg na 800 m | złoty medal        |

## Rekordy życiowe
- bieg na 800 m – 1:43,95 – Rzym 05/06/1996
- bieg na 800 m (hala) – 1:45,44 – Genua 17/02/1993 (rekord Włoch)
- bieg na 1000 m – 2:15,87 – Nicea 17/07/1999
- bieg na 1500 m  – 3:35,78 – Bellinzona 01/07/1998
- bieg na 1500 m (hala) – 3:37,50 – Genua 22/02/1997 (rekord Włoch)
- bieg na 1 milę – 3:52,72 – Rzym 07/07/1999
- bieg na 1 milę (hala) – 4:02,25 – Gandawa 12/02/1997